# Amphiledorus
Amphiledorus là một chi nhện trong họ Zodariidae.

## Các loài
Các loài trong chi này gồm:
- Amphiledorus adonis Jocqué & Bosmans, 2001
- Amphiledorus balnearius Jocqué & Bosmans, 2001 *
- Amphiledorus histrionicus (Simon, 1884)
- Amphiledorus ungoliantae Pekár & Cardoso, 2005